# ジンエアー
ジンエアー（韓: 진에어 , 英: Jin Air）は、韓国の格安航空会社。韓進グループに属し、大韓航空のグループ会社である。
なお、アシアナ航空系列のエアソウル、エアプサンとは異なり、ジンエアーが新規就航しても大韓航空は同一路線を廃止していないが、コードシェアは2015年夏ダイヤからソウル発着便のみ行っている。
2018年時点では、ジンエアーは韓国第2位の格安航空会社で、国内線350万人、国際線540万人の乗客が利用し、国内市場の11%のシェア、国際市場の6%のシェアを占めた。
航空券の座席予約システム (CRS) は、アマデウスITグループが運営するアマデウスを利用している。

## 歴史
- 2007年6月、韓国高速鉄道 (KTX) の開業により国内線の需要が減少し、小型機材が余剰となっていた大韓航空が、格安航空の業態の子会社を設立することを検討していると発表[3]。
- 2007年12月、大韓航空が200億ウォンを出資し、100%子会社の「エア・コリア」 (Air Korea) として設立された[4][5][6]。
- 2008年4月、韓国における国際線の就航基準が大幅に緩和されたことから、2009年から国際線への参入を果たした[7]。
- 2008年6月15日、社名をジンエアー (Jin Air) に変更した[8][9]。既存の航空会社より約2割引の運賃としている[10][11][12]。
- 2008年7月17日、ソウル/金浦-済州間で運航を開始。ボーイング737-800を使用[13]。
- 2009年12月、初の国際線としてバンコクに就航。
- 2013年11月、貨物サービスを開始。
- 2017年、新規株式公開(IPO)により韓国取引所(KRX)に加盟。
- 2024年12月、大韓航空が、エアプサン、エアソウルと合併し、ジンエアに一本化する方針を発表[14]。

## 保有機材

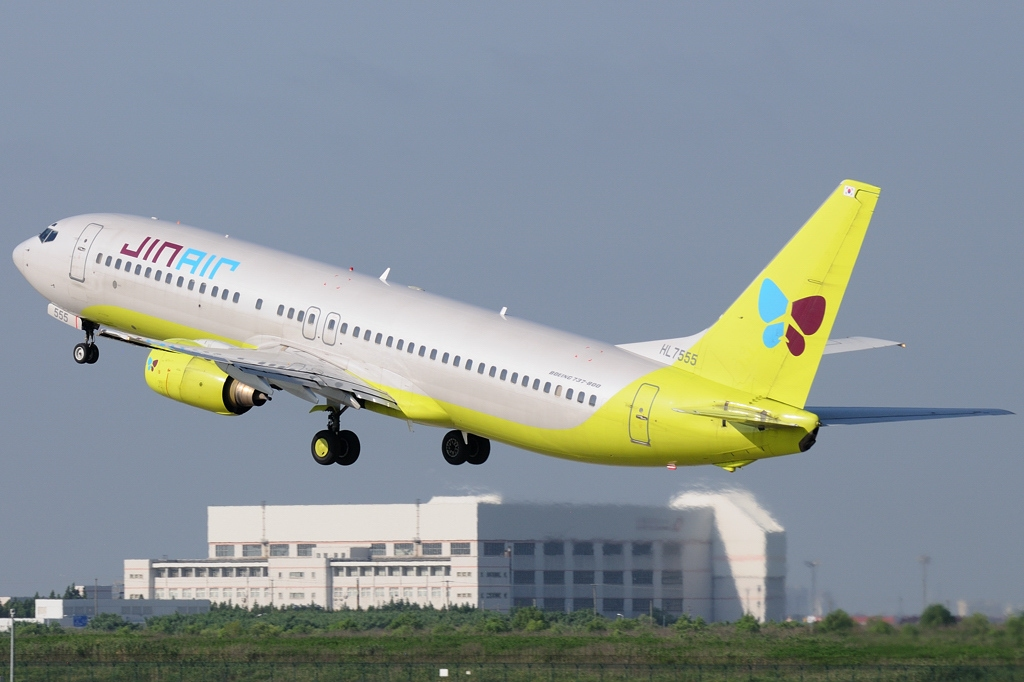
B737-800 (HL7555)

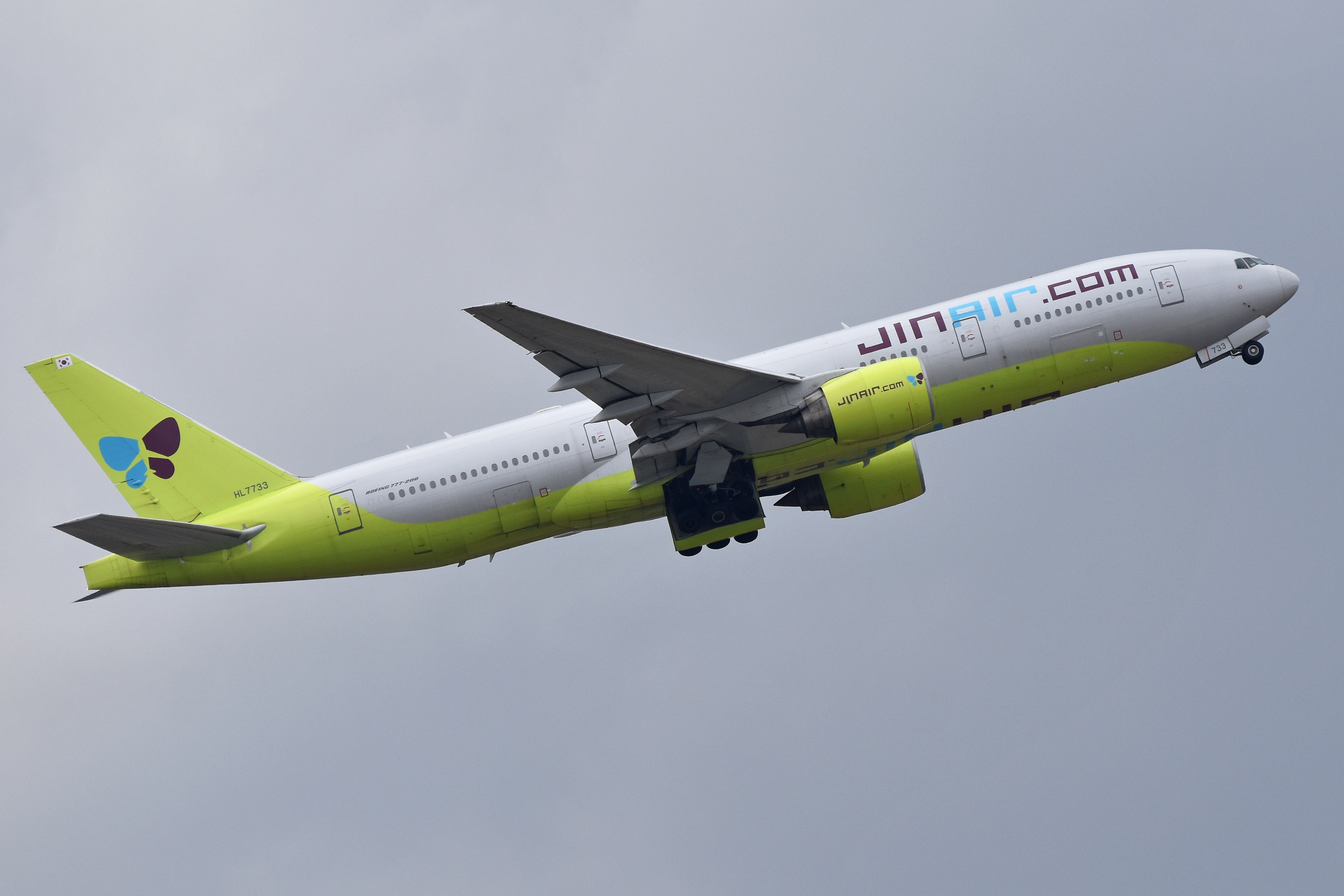
B777-200ER (HL7733)

- 2025年現在、全31機を保有[15][16]。

### 運用機材
- 凡例
  - C : JINI Biz (ビジネスクラス)
  - Y+ : JINI PLUS Seat (プレミアムエコノミークラス)
  - Y   : JINI Seat (エコノミークラス)

### 退役機材[15][20][21][22]
*合計はキャンセル数を除いた数

## 就航都市
| ジンエアー 就航都市 | ジンエアー 就航都市 | ジンエアー 就航都市    | ジンエアー 就航都市           | ジンエアー 就航都市 |
| ------------------- | ------------------- | ---------------------- | ----------------------------- | ------------------- |
| 国                  | 都市                | 空港                   | 備考                          |                     |
| 東アジア            |                     |                        |                               |                     |
| 韓国                | 仁川                | 仁川国際空港           |                               |                     |
| 韓国                | ソウル              | 金浦国際空港           |                               |                     |
| 韓国                | 釜山                | 金海国際空港           |                               |                     |
| 韓国                | 済州                | 済州国際空港           |                               |                     |
| 韓国                | 清州                | 清州国際空港           |                               |                     |
| 韓国                | 光州                | 光州空港               |                               |                     |
| 日本                | 東京                | 成田国際空港           |                               |                     |
| 日本                | 大阪                | 関西国際空港           |                               |                     |
| 日本                | 名古屋              | 中部国際空港           |                               |                     |
| 日本                | 福岡                | 福岡空港               |                               |                     |
| 日本                | 札幌                | 新千歳空港             |                               |                     |
| 日本                | 那覇                | 那覇空港               |                               |                     |
| 日本                | 北九州              | 北九州空港             |                               |                     |
| 日本                | 高松                | 高松空港               |                               |                     |
| 日本                | 宮古島              | 下地島空港             |                               |                     |
| 中国                | 上海                | 上海浦東国際空港       |                               |                     |
| 中国                | 西安                | 西安咸陽国際空港       |                               |                     |
| 中国                | 恩施                | 恩施許家坪空港         | 2025年9月7日より運航開始予定  |                     |
| 中国                | 黄山                | 黄山屯渓国際空港       | 2025年10月1日より運航開始予定 |                     |
| 香港                | 香港                | 香港国際空港           |                               |                     |
| マカオ              | マカオ              | マカオ国際空港         |                               |                     |
| 台湾                | 台北                | 台湾桃園国際空港       |                               |                     |
| 東南アジア          |                     |                        |                               |                     |
| タイ                | バンコク            | スワンナプーム国際空港 |                               |                     |
| タイ                | プーケット          | プーケット国際空港     |                               |                     |
| フィリピン          | セブ                | マクタン・セブ国際空港 |                               |                     |
| フィリピン          | クラーク            | クラーク国際空港       |                               |                     |
| ベトナム            | ダナン              | ダナン国際空港         |                               |                     |
| ベトナム            | ハノイ              | ノイバイ国際空港       |                               |                     |
| ラオス              | ヴィエンチャン      | ワットタイ国際空港     |                               |                     |
| マレーシア          | コタキナバル        | コタキナバル国際空港   |                               |                     |
| マレーシア          | ジョホールバル      | スナイ国際空港         |                               |                     |
| オセアニア          |                     |                        |                               |                     |
| アメリカ合衆国      | グアム              | グアム国際空港         |                               |                     |

## 日本との関係

### 日本への運航路線
| 便名      | 路線        | 路線        | 機材                                                           | 備考 |
| --------- | ----------- | ----------- | -------------------------------------------------------------- | ---- |
| LJ231/232 | ソウル/仁川 | 大阪/関西   | - ボーイング737-800 - ボーイング777-200ER                      |      |
| LJ233/234 | ソウル/仁川 | 大阪/関西   | - ボーイング737-800 - ボーイング777-200ER                      |      |
| LJ237/238 | ソウル/仁川 | 大阪/関西   | - ボーイング737-800 - ボーイング777-200ER                      |      |
| LJ239/240 | ソウル/仁川 | 大阪/関西   | - ボーイング737-800 - ボーイング777-200ER                      |      |
| LJ241/242 | ソウル/仁川 | 大阪/関西   | - ボーイング737-800 - ボーイング777-200ER                      |      |
| LJ201/202 | ソウル/仁川 | 東京/成田   | - ボーイング737-800 - ボーイング777-200ER                      |      |
| LJ203/204 | ソウル/仁川 | 東京/成田   | - ボーイング737-800 - ボーイング777-200ER                      |      |
| LJ205/206 | ソウル/仁川 | 東京/成田   | - ボーイング737-800 - ボーイング777-200ER                      |      |
| LJ207/208 | ソウル/仁川 | 東京/成田   | - ボーイング737-800 - ボーイング777-200ER                      |      |
| LJ209/210 | ソウル/仁川 | 東京/成田   | - ボーイング737-800 - ボーイング777-200ER                      |      |
| LJ211/212 | ソウル/仁川 | 東京/成田   | - ボーイング737-800 - ボーイング777-200ER                      |      |
| LJ261/262 | ソウル/仁川 | 福岡        | - ボーイング737-800 - ボーイング737MAX8 - ボーイング777-200ER  |      |
| LJ263/264 | ソウル/仁川 | 福岡        | - ボーイング737-800 - ボーイング737MAX8 - ボーイング777-200ER  |      |
| LJ265/266 | ソウル/仁川 | 福岡        | - ボーイング737-800 - ボーイング737MAX8 - ボーイング777-200ER  |      |
| LJ269/270 | ソウル/仁川 | 福岡        | - ボーイング737-800 - ボーイング737MAX8 - ボーイング777-200ER  |      |
| LJ271/272 | ソウル/仁川 | 福岡        | - ボーイング737-800 - ボーイング737MAX8 - ボーイング777-200ER  |      |
| LJ301/302 | ソウル/仁川 | 札幌/新千歳 | - ボーイング737-800 - ボーイング777-200ER                      |      |
| LJ303/304 | ソウル/仁川 | 札幌/新千歳 | - ボーイング737-800 - ボーイング777-200ER                      |      |
| LJ345/346 | ソウル/仁川 | 名古屋/中部 | - ボーイング737-800 - ボーイング737-MAX8 - ボーイング777-200ER |      |
| LJ347/348 | ソウル/仁川 | 名古屋/中部 | - ボーイング737-800 - ボーイング737-MAX8 - ボーイング777-200ER |      |
| LJ341/342 | ソウル/仁川 | 那覇        | - ボーイング737-800 - ボーイング777-200ER                      |      |
| LJ349/350 | ソウル/仁川 | 北九州      | - ボーイング737-8 - ボーイング737-800                          |      |
| LJ351/352 | ソウル/仁川 | 北九州      | - ボーイング737-8 - ボーイング737-800                          |      |
| LJ359/360 | ソウル/仁川 | 高松        | - ボーイング737-800 - ボーイング737-8                          |      |
| LJ357/358 | ソウル/仁川 | 下地島      | - ボーイング737-800 - ボーイング737-8                          |      |
| LJ251/252 | 釜山        | 大阪/関西   | ボーイング737-800                                              |      |
| LJ253/254 | 釜山        | 大阪/関西   | ボーイング737-800                                              |      |
| LJ221/222 | 釜山        | 東京/成田   | ボーイング737-800                                              |      |
| LJ223/224 | 釜山        | 東京/成田   | ボーイング737-800                                              |      |
| LJ375/376 | 釜山        | 名古屋/中部 | ボーイング737-800                                              |      |
| LJ311/312 | 釜山        | 札幌/新千歳 | ボーイング737-800                                              |      |
| LJ371/372 | 釜山        | 那覇        | ボーイング737-800                                              |      |

## 機内サービス
- 機内Wi-Fiを利用し、スマートフォンなどにコンテンツを有償で配信する JINI PLAY というサービスがあったが2022年7月末に終了した。代わりにMnetなどのTVチャンネルを自身の端末でストリーミングできる「JINI TV」が提供されている[24]。タブレット端末も有償でレンタルしている。
- 国際線ではアルコールを有料で提供している他、機内食も提供している[25]。

## 事故・トラブル
- 2016年1月3日 - フィリピン・セブ発韓国・釜山行き旅客機（ボーイング737-800）が半ドアの状態で離陸し、離陸の約30分後、高度約1万フィート（約3048m）で乗員がそのことに気付き、セブ空港へ引き返した[26][27]。

- 2018年、親会社の韓進グループの創業者一族の不祥事の一環として、会長次女が米国籍にもかかわらず同社役員登記され登記期間中に同社が航空運動事業免許変更要請を提出したことが、航空事業法施行規則上「航空事業法第9条による欠格事由」に該当するため航空免許剥奪の事由にあたるとされ、免許取消しに対する法理検討をされていた[28]。しかし8月17日韓国国土交通部は免許取り消しによる社会的影響を考慮し航空免許の取り消し処分はせず、一定期間新規路線の開設や新規航空機登録、チャーター便の運航を認めない等の制裁を科すことを発表した[29]。

- 2023年10月18日 - 同年10月末に運行が予定されていた釜山 - 沖縄路線の運航が突然キャンセル。1500人分の航空券が払い戻しの対象となった。会社側は那覇空港側の事情のためとしている[30]。